# Last Dance (chanson de Donna Summer)
Pour les articles homonymes, voir Last Dance.
Singles de Donna Summer
Back in Love Again
(1978) Je t'aime… moi non plus
(1978)
Last Dance est une chanson de la chanteuse américaine Donna Summer, tirée de la bande originale du film de 1978, Dieu merci, c'est vendredi. Elle est sortie en single le 2 juillet 1978 chez Casablanca Records. La chanson est écrite, composée et produite par Paul Jabara, coproduite par Giorgio Moroder, collaborateur attitré de Summer, et Bob Esty.
La chanson rencontre un succès critique et commercial, remportant l'Oscar et le Golden Globe de la meilleure chanson originale, le Grammy Award de la meilleure prestation vocale R&B féminine, et se classant à la troisième place du Billboard Hot 100 américain en 1978.

## Réception
Last Dance a permis à son auteur-compositeur Paul Jabara de remporter plusieurs prix, dont un Grammy Award de la meilleure prestation vocale R&B féminine ainsi qu'un Oscar et un Golden Globe de la meilleure chanson originale. Donna Summer a également été récompensée aux American Music Awards en tant que meilleure artiste disco féminine et dans la catégorie « meilleure chanson disco »,.
La chanson a atteint la troisième place du classement Billboard Hot 100 et a été le troisième succès de Donna Summer dans le top 10 américain. Elle s'est également classée en tête du classement Hot Disco Action du Billboard pendant six semaines et a été classée numéro un des chansons disco pour l'année 1978. Last Dance est certifiée or par la Recording Industry Association of America pour des ventes d'un million d'unités aux États-Unis. Au Royaume-Uni, Last Dance atteint la 51e place du UK Singles Chart, marquant un recul du succès de Summer au Royaume-Uni, où elle jusqu'alors plus d'impact qu'aux Etats-Unis. La chanteuse retourne finalement dans le top 10 britannique quelques mois plus tard avec sa reprise de MacArthur Park.

## Liste des titres
| A. | Last Dance     | 3:17 |
| B. | With Your Love | 4:10 |

## Classements et certifications
| Classement (1978)                      | Meilleure position |
| -------------------------------------- | ------------------ |
| Australie (Kent Music Report)          | 69                 |
| Belgique (Flandre Ultratop 50 Singles) | 9                  |
| Canada (Top Singles)                   | 4                  |
| Espagne (Promusicae)                   | 25                 |
| États-Unis (Hot 100)                   | 3                  |
| États-Unis (Easy Listening)            | 42                 |
| États-Unis (Disco Action)              | 1                  |
| États-Unis (Hot Soul Singles)          | 5                  |
| États-Unis (Cash Box Top 100)          | 4                  |
| France (IFOP)                          | 19                 |
| Italie (Musica e dischi)               | 24                 |
| Nouvelle-Zélande (RMNZ)                | 3                  |
| Pays-Bas (Nederlandse Top 40)          | 8                  |
| Pays-Bas (Nationale Hitparade)         | 10                 |
| Royaume-Uni (UK Singles Chart)         | 51                 |
| Suède (Sverigetopplistan)              | 16                 |

| Classement (2012)         | Meilleure position |
| ------------------------- | ------------------ |
| Espagne (PROMUSICAE)      | 24                 |
| France (SNEP)             | 70                 |
| Pays-Bas (Single Top 100) | 45                 |

| Classement (1978)             | Position |
| ----------------------------- | -------- |
| Belgique (Flandre Ultratop)   | 62       |
| Canada (Top Singles)          | 18       |
| États-Unis (Hot 100)          | 34       |
| États-Unis (Cash Box Top 100) | 39       |
| Nouvelle-Zélande (RMNZ)       | 24       |
| Pays-Bas (Nederlandse Top 40) | 49       |

### Certifications
| Région                                | Certification | Ventes/Streams |
| ------------------------------------- | ------------- | -------------- |
| États-Unis (RIAA)                     | Or            | 500 000^       |
| ^Mise en rayon selon la certification |               |                |